# Leigneux
Leigneux est une commune française située dans le département de la Loire en région Auvergne-Rhône-Alpes, et faisant partie de Loire Forez Agglomération.
Classée commune en zone de montagne, Leigneux dispose de parcelles de vigne qui produisent des vins en appellation Côtes du Forez.
Leigneux a abrité pendant environ huit siècles (de 993 ou 1050 à 1791) un prieuré de bénédictines érigé en Chapitre noble de dames chanoinesses par lettres patentes du roi Louis XV en 1748. La place du chapitre est un ensemble singulier de maisons canoniales du XVIIIe siècle. Le chœur de l'église abrite le tombeau de Sainte Albane qui aurait fondé le monastère vers 1050.
La commune est adossée à une vaste colline boisée qu'inclut l'ancien Volcan de Travorche[réf. nécessaire].

## Géographie

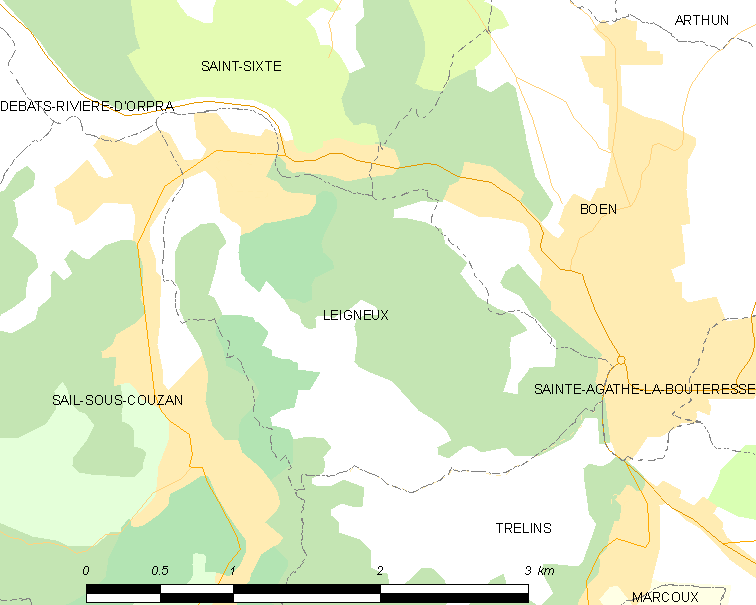
Localisation du village et des communes aux alentours

Situé sur l'extrême bord oriental du Massif central, Leigneux fait partie du Forez.
|                  | Saint-Sixte | Boën-sur-Lignon |
| Sail-sous-Couzan | Leigneux    |                 |
|                  |             | Trelins         |

### Communes limitrophes
Leigneux est à 3 km de Boën-sur-Lignon ; 20 km de Montbrison ; 20 km de Feurs ; 60 km de Saint-Étienne ; 88 km de Clermont-Ferrand; 102 km de Lyon.

### Relief
La mairie se situe à une altitude d'environ 420 mètres. Les points culminants sont Les Grands Pins (588 m), Le Crozet (581 m) et le Volcan de Travorche (569 m).

### Hydrographie
La commune est traversée par le Lignon et l'Anzon. Les deux cours d'eau ont leur confluence sur la commune au lieu-dit de Lardy.

### Environnement
La commune est très boisée et la végétation est constituée essentiellement de chênes sessiles et chênes pédonculés, de pins sylvestres. La vigne autrefois très présente reste exploitée sur le territoire de la commune[réf. nécessaire].

### Lieux-dits
Principaux lieux d'habitation : Le Chapitre, Le Bourg, Le Garet, Lardy, Le Bruc, Les Junchuns, Le Mas, Chozieux.

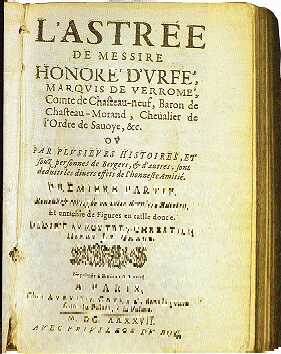
L'Astrée, roman pastoral, écrit de 1607 à 1627, par Honoré d'Urfé dont l'intrigue se déroule sur les berges du Lignon en Forez.

### Transports
Leigneux est située sur la D6, à proximité immédiate de la D1089 (ancienne Nationale 89).
Les embranchements autoroutiers les plus proches sont la sortie Feurs de l'A72 (axe Saint-Étienne-Clermont-Ferrand) et la sortie Noirétable de l'A89 (axe Clermont-Ferrand - Lyon).
La gare SNCF la plus proche se trouve à Boën-sur-Lignon (à 3 km). Plusieurs A/R journaliers vers/de Saint-Étienne.
La commune est desservie par le Bus 112 du réseau de Transport interdépartemental de la Loire (TIL).
Leigneux est desservi également par les cars scolaires.

### Climat
Pour des articles plus généraux, voir Climat d'Auvergne-Rhône-Alpes et Climat de la Loire.
En 2010, le climat de la commune est de type climat des marges montargnardes, selon une étude du Centre national de la recherche scientifique s'appuyant sur une série de données couvrant la période 1971-2000. En 2020, Météo-France publie une typologie des climats de la France métropolitaine dans laquelle la commune est exposée à un climat de montagne ou de marges de montagne et est dans la région climatique  Nord-est du Massif Central, caractérisée par une pluviométrie annuelle de 800 à 1 200 mm, bien répartie dans l’année. 
Pour la période 1971-2000, la température annuelle moyenne est de 10,4 °C, avec une amplitude thermique annuelle de 16,7 °C. Le cumul annuel moyen de précipitations est de 854 mm, avec 9,8 jours de précipitations en janvier et 7,2 jours en juillet. Pour la période 1991-2020, la température moyenne annuelle observée sur la station météorologique de Météo-France la plus proche, « Boën-sur-Lignon », sur la commune de Boën-sur-Lignon à 2 km à vol d'oiseau, est de 11,8 °C et le cumul annuel moyen de précipitations est de 629,5 mm,. Pour l'avenir, les paramètres climatiques de la commune estimés pour 2050 selon différents scénarios d'émission de gaz à effet de serre sont consultables sur un site dédié publié par Météo-France en novembre 2022.

## Urbanisme

### Typologie
Au 1er janvier 2024, Leigneux est catégorisée commune rurale à habitat dispersé, selon la nouvelle grille communale de densité à sept niveaux définie par l'Insee en 2022.
Elle appartient à l'unité urbaine de Boën-sur-Lignon, une agglomération intra-départementale regroupant sept  communes, dont elle est une commune de la banlieue,,. La commune est en outre hors attraction des villes,.

### Occupation des sols
L'occupation des sols de la commune, telle qu'elle ressort de la base de données européenne d’occupation biophysique des sols Corine Land Cover (CLC), est marquée par l'importance des forêts et milieux semi-naturels (58 % en 2018), une proportion identique à celle de 1990 (58 %). La répartition détaillée en 2018 est la suivante :
forêts (58 %), zones agricoles hétérogènes (24 %), prairies (9,3 %), zones urbanisées (8,6 %). L'évolution de l’occupation des sols de la commune et de ses infrastructures peut être observée sur les différentes représentations cartographiques du territoire : la carte de Cassini (XVIIIe siècle), la carte d'état-major (1820-1866) et les cartes ou photos aériennes de l'IGN pour la période actuelle (1950 à aujourd'hui).

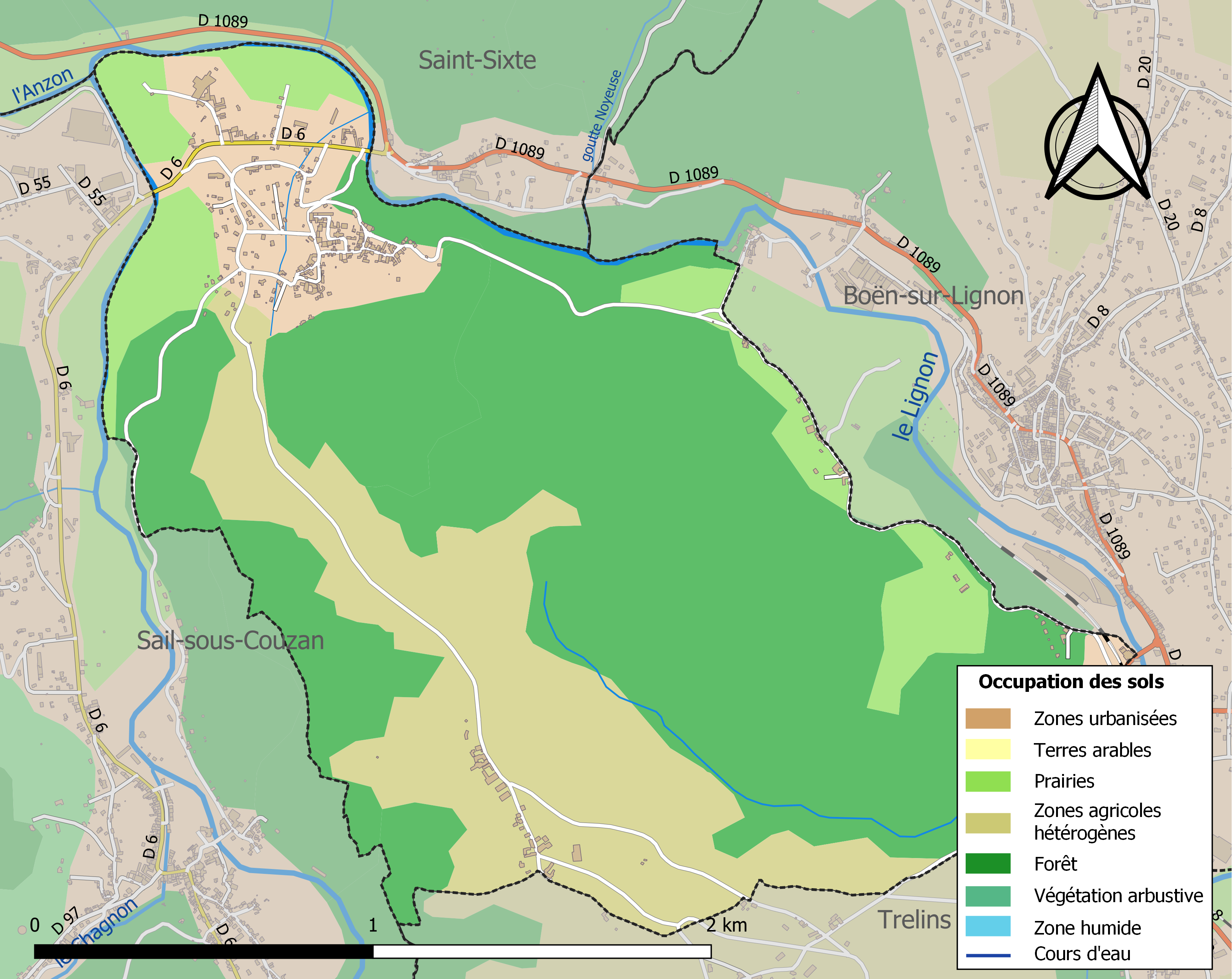
Carte des infrastructures et de l'occupation des sols de la commune en 2018 (CLC).

## Histoire
Cité dans l'Astrée d'Honoré d'Urfé, Leigneux rayonne au cœur de la vieille France et de ses anciennes provinces.
La commune doit sa renommée et son patrimoine historique à un monastère de religieuses bénédictines fondé, selon la légende, par Sainte Albane au XIe siècle (la terre semble avoir été concédée dès 993 à l'abbaye de Savigny par Ayceline de Forez, abbesse de Saint-Pierre-les-Nonnains à Lyon et sœur de Arthaud II, comte de Forez).
Prieuré dépendant de Savigny, Sainte-Marie de Leigneux accueille pendant des siècles les dames nobles du comté du Forez et des provinces voisines (Bourgogne et Auvergne). Le monastère de bénédictines est érigé en chapitre noble en 1748. Alors que le recrutement nobiliaire à Leigneux est une pratique immémoriale, la nécessité de prouver son origine aristocratique est codifiée à cette époque : les jeunes filles qui postulent pour entrer au chapitre de Leigneux doivent désormais fournir leurs « preuves de noblesse » (cinq degrés au moins de noblesse du côté paternel tandis que la mère doit être a minima demoiselle).
Grâce à la protection octroyée en 1758 par lettres patentes du roi Louis XV, le chapitre noble de Leigneux connaît son âge d'or durant la seconde moitié du XVIIIe siècle.
Ainsi, entre 1748 et 1791 (date de la dernière assemblée capitulaire), Leigneux appartient au cercle restreint des chapitres nobles de France où de jeunes demoiselles bien nées, mais souvent désargentées, peuvent bénéficier d'une éducation mi-religieuse, mi-mondaine dispensée par des « Dames tantes » portant de titre de « chanoinesses comtesses ». Sous l'autorité de la prieure, ces dames nobles, profès et prébendées, hébergent dans leur maison canoniale plusieurs « nièces » dispensées de vœux religieux formels et autorisées, le cas échéant, à revenir dans le monde pour nouer de belles alliances. Situé alors sur le territoire de la paroisse de Trelins, le prieuré a ses propres prêtres prébendiers. Sur le plan temporel, les Dames de Leigneux ont droit de moyenne et basse justice. La haute justice est exercée par le Seigneur de Couzan, premier baron du Forez.
En 1780, la suppression de l'abbaye de Savigny, (dont relevait Leigneux pour la nomination de sa prieure) entraîne un changement de statut. En 1784-1785, le chapitre est élevé au rang d'abbaye, dépendant désormais de l'Archevêque de Lyon sur le plan religieux. Ce changement induit un partage des biens de l'abbaye de Savigny entre les chapitres nobles de Leigneux, d'Alix et de l'Argentière,. Il induit aussi une sécularisation de l'institution, mouvement qui n'est pas sans susciter des débats et des divisions entre les « Dames de Leigneux » jusqu'à la veille de la Révolution. En effet, à la Révolution française, les terres et les biens du chapitre ainsi que les maisons des chanoinesses sont vendus comme biens nationaux,,. La plupart des chanoinesses quittent alors Leigneux pour trouver refuge au sein de leurs familles. Plusieurs personnalités locales, dont le diacre Jean Patural qui refuse la Constitution civile du clergé (cf. infra), sont alors inquiétées voire condamnées pour menées anti-révolutionnaires.
En 1789, Leigneux exprime ses doléances au travers de ses propres délégués.
Leigneux est érigé en commune pendant la Révolution française (la commune tient ses propres registres d'état-civil dès 1792).
Les limites définitives de Leigneux avec les communes de Trelins et de Boën-sur-Lignon sont fixées en 1827. C'est à cette date que les hameaux de Chassin, Cromorel, Matorges, Le Clos et Le Montaillard sont rattachés à la commune de Trelins. Pour leur part, Les Junchuns et Le Bruc restent partie intégrante de la commune de Leigneux. La commune intègre également les hameaux de Chozieux et du Mas.
En 1829, Leigneux devient une paroisse distincte de la paroisse de Trelins. L'église devient donc église paroissiale.
En 1827, une école de jeunes filles, tenue par des religieuses de l'instruction du Puy, ouvre ses portes. Ensuite, de 1843 à 1963, Leigneux accueille un pensionnat de jeunes filles dirigé par les sœurs de l'Enfant Jésus de Claveisolles.

## Politique et administration

### Intercommunalité
Leigneux faisait partie de la communauté de communes du Pays d'Astrée de 1995 à 2016 puis a intégré Loire Forez Agglomération.

### Liste des maires depuis 1965
| Période                                  | Période   | Identité                | Étiquette    | Qualité |
| ---------------------------------------- | --------- | ----------------------- | ------------ | ------- |
| Les données manquantes sont à compléter. |           |                         |              |         |
| 1965                                     | juin 1995 | Dominique Chèze         | Non affilié  |         |
| juin 1995                                | mars 2008 | Claudius Perret         | Non affilié  |         |
| mars 2008                                | mai 2020  | Bernard Mioche          | Non affilié  |         |
| mai 2020                                 | En cours  | Marie-Gabrielle Pfister | Non affiliée |         |

### Liste des maires de la période révolutionnaire à 1965
Selon les registres d'état-civil depuis 1792 et les registres du conseil municipal depuis 1806 :
- Révolution française-1808 : Michel Lafay
- 1808-1820 : Claude Marie Roche (habitant alors le hameau de Cromorel)
- 1820-1821 : Claude Patural
- 1821-1826 : Antoine Picon
- 1826-1844 : Jean-Baptiste Lestra (vigneron)
- 1844-1873 : Pierre Rambaud (nouvelle nomination en 1855)
- 1873-1878 : Antoine Marie Lestra (petit fils de Jean-Baptiste Lestra qui précède)
- 1878-1881 : Antoine Coiffet
- 1881-1887 : Antoine Gaumond
- 1887-1890 : Antoine Marie Lestra (2e mandat, cf. supra)
- 1890-1913 : Jean-Claude Roche
- 1913-1919 : Jean Chazelle
- 1919-1934 : Jean Rose
- 1934-1944 : Émile Messie
- 1944-1965 : Joseph Midroit (propriétaire d'une scierie)

## Population et société

### Démographie
L'évolution du nombre d'habitants est connue à travers les recensements de la population effectués dans la commune depuis 1793. Pour les communes de moins de 10 000 habitants, une enquête de recensement portant sur toute la population est réalisée tous les cinq ans, les populations de référence des années intermédiaires étant quant à elles estimées par interpolation ou extrapolation. Pour la commune, le premier recensement exhaustif entrant dans le cadre du nouveau dispositif a été réalisé en 2005.

En 2022, la commune comptait 361 habitants, en évolution de −5 % par rapport à 2016 (Loire : +1,32 %, France hors Mayotte : +2,11 %).
| 1793 | 1800 | 1806 | 1821 | 1831 | 1836 | 1841 | 1846 | 1851 |
| ---- | ---- | ---- | ---- | ---- | ---- | ---- | ---- | ---- |
| 600  | 478  | 505  | 570  | 484  | 439  | 462  | 470  | 517  |

| 1856 | 1861 | 1866 | 1872 | 1876 | 1881 | 1886 | 1891 | 1896 |
| ---- | ---- | ---- | ---- | ---- | ---- | ---- | ---- | ---- |
| 479  | 411  | 362  | 466  | 478  | 489  | 556  | 514  | 487  |

| 1901 | 1906 | 1911 | 1921 | 1926 | 1931 | 1936 | 1946 | 1954 |
| ---- | ---- | ---- | ---- | ---- | ---- | ---- | ---- | ---- |
| 500  | 536  | 514  | 504  | 493  | 486  | 450  | 423  | 478  |

| 1962 | 1968 | 1975 | 1982 | 1990 | 1999 | 2005 | 2006 | 2010 |
| ---- | ---- | ---- | ---- | ---- | ---- | ---- | ---- | ---- |
| 406  | 445  | 410  | 397  | 328  | 350  | 349  | 350  | 391  |

| 2015 | 2020 | 2022 | - | - | - | - | - | - |
| ---- | ---- | ---- | - | - | - | - | - | - |
| 384  | 361  | 361  | - | - | - | - | - | - |

### Enseignement
La commune possède une école élémentaire publique, en regroupement pédagogique intercommunal avec la commune de Sail-sous-Couzan. Une convention a été signée par ailleurs pour un fonctionnement harmonisé avec le RPI Les-Débats-Rivière-d'Orpra / Saint-Laurent-Rochefort[réf. nécessaire].
Pour les enfants scolarisés à Leigneux, la cantine et les services périscolaires sont assurés sur le site de Sail-sous-Couzan (car scolaire).
Le collège et le lycée général de proximité se trouvent à Boën-sur-Lignon, à 3 km de Leigneux (cité scolaire de l'Astrée).

### Sports
Sur les bords du Lignon à Lardy, Leigneux dispose de deux terrains de football et de deux terrains de tennis (terrain des Graves). Sur le même site se trouvent un terrain de boules et une aire de jeux (balançoires).

### Tourisme et Loisirs
Leigneux fait partie du Forez, territoire qui a depuis 1998 le label Villes et Pays d'art et d'histoire.
Le village est une étape du chemin de grande randonnée GR 89 Chemin de Montaigne.
Leigneux est par ailleurs classé village étoilé (3 étoiles dans le cadre du label de l'Association nationale pour la protection du ciel et de l'environnement nocturnes ou ANPCEN).
La commune est également traversée par plusieurs chemins d'Astrée.
La commune se situe à 2 km du château de Couzan sur la commune de Sail-sous-Couzan, à 11 km du château Renaissance de la Bâtie d'Urfé (commune de Saint-Étienne-le-Molard) et à 16 km du Prieuré de Pommiers.
Leigneux est par ailleurs à 24 km de la station de ski de Chalmazel (ski de piste). Le ski de fond et les raquettes se pratiquent au Col de la Loge et au Col du Béal.
Les principales manifestations annuelles sont une marche en juillet et les illuminations du 8 décembre.
Leigneux accueille un restaurant et un hébergement chez l'habitant (chambre d'hôtes).

### Vie associative
La commune accueille plusieurs associations dont :
- Leigneux Animation,
- Les Amis du Chapitre,
- Les Jardins de Leigneux,
- Club de l'amitié (pour les aînés),
- Amicale Boule de Leigneux,
- L'association Ferme[53],
- Association Familles rurales[54] avec Trelins, la Fabrique et Marcilly-le-Châtel ;
- Une association communale de chasse.
- Le Sou des Écoles Leigneux/Sail[55].

Leigneux dispose d'une médiathèque communale qui fait partie du réseau des Médiathèques/Ludothèques de Loire Forez.
La commune accueille également des ateliers d'artiste (atelier de poterie artisanale et atelier de fabrique de tambours japonais)[réf. nécessaire].
Elle bénéficie par ailleurs des activités et du programme culturel du château de Goutelas, labellisé Centre culturel de rencontre et situé sur la commune de Marcoux, à 7 km de Leigneux.
Le cinéma le plus proche se trouve à Boën-sur-Lignon.

## Économie

### Entreprises et commerces
Plusieurs GAEC sont implantés sur la commune.
Les activités principales sont l'agriculture, l'élevage (bovins, porcins), la viticulture (appellation Côtes-du-forez) et la sylviculture.
Il existe un salon de coiffure, une entreprise de maçonnerie / tailleur de pierre, une boulangerie et épicerie ambulantes, un marché hebdomadaire (mardi après-midi).

## Culture et patrimoine
Site patrimonial remarquable, Leigneux figure dans l'Inventaire général du patrimoine culturel de la région Auvergne Rhône-Alpes, : site inscrit (place du chapitre et abords, 6,55 ha) le 10 janvier 1973 ; ZPPAUP instituée le 8 octobre 1987 ; transformée en AVAP (Aire de mise en Valeur de l’Architecture et du Patrimoine) par Arrêté du 18/03/2016.

### Lieux et monuments

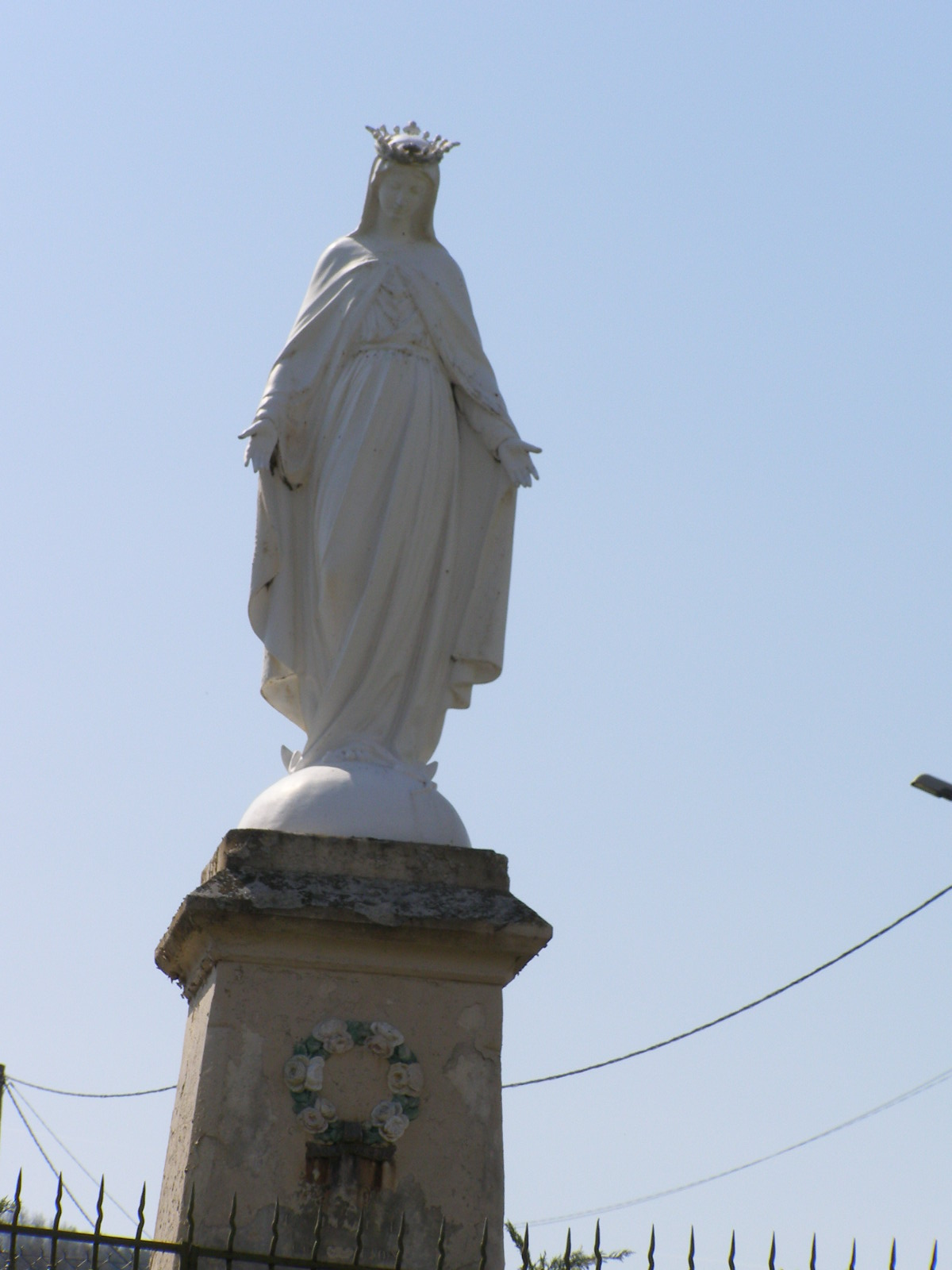
Vierge.

La commune presente différents lieux remarquables dont :
- Église prieurale actuellement église de l'Assomption-de-la-Vierge de Leigneux, église du chapitre des dames chanoinesses puis de l'abbaye. Époque de construction : XIIe siècle, remaniée au XVIIe puis au XIXe siècle. L'église possède deux chapelles dédiées l'une à la Vierge Marie, l'autre à Saint Roch. L'église dépend aujourd'hui de la paroisse Saint-Vincent-en-Lignon[63]. Elle est inscrite à l'Inventaire général du patrimoine culturel[64].
- Place du Chapitre (ensemble remarquable de maisons canoniales XVIIIe construites par l'architecte roannais Michel Carestia)[65].
- Pont des Dames (1779).
- Fontaine et place Sainte Albane.
- Monument aux Morts[66], œuvre originale de 1924 de Joanny Durand.
- Chemin de Montaigne GR 89[67],[68]
- Volcan de Travorche, 569 mètres d'altitude (petit sommet aujourd'hui boisé, vieux de plusieurs millions d'années)[69]. Travoche signifie « Trois Fourches ». Le lieu serait un ancien gibet de potence.

### Leigneux dans les arts et les sciences

#### Littérature
Leigneux est cité dans L'Astrée, roman pastoral écrit entre 1607 et 1627 par Honoré d'Urfé et dont l'intrigue se déroule en Arcadie sur les berges du Lignon en Forez.
Leigneux (écrit Laygnieu ou Laigneu dans le roman) apparaît dans L'Astrée comme « la colline des vestales et des druides ». Dans l'édition de 1621 de ce roman pastoral, Céladon en est dit originaire.
Par ailleurs, la poétesse française Anne de Vermont de Trécigny, dite « la bergère Annette » (cf infra - Personnalités liées à la commune) a été chanoinesse non profès au chapitre noble de Leigneux vers 1755. À cette période, elle a échangé des vers galants avec Jean-Charles de Relongue de La Louptière poète champenois et journaliste (directeur du Journal des Dames en 1761).

#### Sciences
Dans le chapitre de l'Histoire Naturelle consacré à l'hirondelle au croupion blanc (ou hirondelle de fenêtre), le naturaliste et scientifique Buffon cite le chapitre noble de Leigneux en Forez. C'est en effet en ce lieu qu'avait été observée de façon inédite une hirondelle apprivoisée par une jeune chanoinesse.

#### Musique
Plusieurs chanoinesses de Leigneux ont inspiré des œuvres musicales à l'époque de la fin de l'Ancien Régime.
Ainsi, le compositeur François-Joseph Hérold a dédié vers 1785 à Madame de Lusigny, née Françoise Jeanne Marie de Ganay (1764-1840) quatre sonates pour harpe ou piano avec accompagnement de violon et de violoncelle, opus no 2  (la partition est conservée à la bibliothèque nationale de Florence en Italie). Madame de Lusigny fut « chanoinesse non profès » à Leigneux de 1770 à 1785 avant d'épouser Jean-Séverin Gravier, cousin germain du ministre Charles Gravier comte de Vergennes (ce dernier fut témoin du mariage).
Par ailleurs, le compositeur Jérôme-Joseph de Momigny a dédié de la même façon en 1785 à Marguerite Josèphe Zoé de Damas trois sonates pour piano forte ou clavecin avec accompagnement de violon, opus no 2. Cette dernière a été chanoinesse à Leigneux de 1765 à 1776 avant de rejoindre en 1776 le chapitre noble de Saint-Louis de Metz.

### Personnalités liées à la commune
- Sainte Albane (ou Santa Albana ou Aybanie, Albania, Aybana), inhumée sous l'autel de l'église de Leigneux. Le dernier jour de mars, jour de sa fête, les pèlerins venaient boire à la fontaine Sainte-Albane pour soigner notamment l'hydropisie et l'épilepsie[76]. Selon la tradition, la sainte est la fondatrice du monastère de Leigneux au milieu du XIe siècle.
- Marie-Benoîte-Joséphine Prévost de La Croix (1759-1838), « chanoinesse non profès » au chapitre noble de Leigneux (1770-1789), baronne de Bourgoing puis comtesse de La Croix, surintendante de la Maison d'éducation de la Légion d'Honneur de Saint-Denis (1820-1837) où elle est inhumée. La baronne de Bourgoing fut la protectrice de Madame Récamier qui lui fit rencontrer notamment Chateaubriand.
- Denis Coiffet (1952-2015), prêtre catholique français, y est inhumé.